# Río Yaguas
El río Yaguas es un cuerpo de agua de la Amazonia, se encuentra ubicado en el extremo nororiental del departamento de Loreto, en Perú, cerca a la frontera con Colombia.

## Descripción
Forma parte de la cuenca del río Putumayo, mientras que ésta última forma a su vez parte de la cuenca del río Amazonas. El río desemboca en la ribera sur del Putumayo kilómetros antes de que dicho cuerpo de agua deje de ser binacional al ingresar enteramente a Colombia, mediante el Trapecio Amazónico.
El Yaguas nace de pequeños cuerpos de agua ubicados en el occidente del distrito de Yaguas, que es la parte este de la provincia de Putumayo en Loreto. El nombre tanto del río como del distrito proviene del pueblo yagua. El río es de color marrón claro y es el principal dentro del Parque nacional Yaguas.

### Presencia de grupos delincuenciales y subversivos
Un informe realizado por el FIGMMG de la Universidad Mayor de San Marcos en el 2000 describió la presencia de dragas pertenecientes a mineros ilegales desde finales del siglo pasado y la posibilidad de la existencia del elemento mercurio en las aguas del río. En 2017 la organización SERVINDI demostró que la presencia de la depredación de las riberas del Yaguas por la minería ilegal se había normalizado.
El territorio de la cuenca de Yaguas es también escenario de la presencia de grupos subversivos provenientes desde Colombia, principalmente las disidencias de las FARC-EP. En mayo de 2025 la Marina de Guerra del Perú llegó a tener un enfrentamiento en la localidad ribereña de Huapapa en Yaguas con tropas de las disidencias. Este suceso se enmarca en un agravamiento de la expansión del conflicto armado interno colombiano en los territorios de la cuenca del Yaguas.